# 377 f.Kr.

## Händelser

### Efter plats

#### Persiska riket
- Mausollos utnämns till persisk satrap av Karien.

#### Grekland
- Timotheios vinner över akarnanierna och molossierna till Atens sida.
- Aten, som håller på att förbereda sig för deltagande i den spartansk-thebiska kampen, omorganiserar sina finanser och sin beskattning och inför där ett system där de rikare medborgarna blir ansvariga för insamlandet av skatt från de inte så rika medborgarna.
- Antalkidasfreden (sluten 387 f.Kr.) innehåller en klausul som garanterar de grekiska stadsstaternas självständighet. Den spartanske kungen Agesilaios II använder denna klausul som ursäkt för att tvinga Thebe att upplösa det boeotiska förbundet. På två belägringar lyckas han också föra Thebe till svältgränsen.